# Orion (bande dessinée)
Pour les articles homonymes, voir Orion.
Orion est une série de bande dessinée historique ancrée dans l'antiquité grecque créée par Jacques Martin en 1990 alors qu'il était en conflit avec la maison d'édition Casterman concernant la gestion de son œuvre. Christophe Simon a assuré une partie du dessin du second tome et celui du troisième (1996-1998). Marc Jailloux a repris le personnage en 2011.

## Titres parus

### Orion
1. Jacques Martin, Le Lac sacré, Bagheera, 1990, réédité par Casterman.  (ISBN 2-908406-02-0)
2. Jacques Martin et Christophe Simon (dessin à partir de la page 31), Le Styx, Orix, 1996, réédité par Casterman.  (ISBN 2-205-04542-3)
3. Jacques Martin (scénario) et Christophe Simon (dessin), Le Pharaon, Dargaud, 1998, réédité par Casterman.  (ISBN 2-205-04522-9)
4. Marc Jailloux, Les Oracles, Casterman, 2011  (ISBN 978-2-203-01474-9)

- Jacques Martin, Christophe Simon, La Trilogie grecque (intégrale reprenant les trois premiers volumes), Casterman, 2009, 144 p.  (ISBN 978-2-203-02295-9)

### Les Voyages d'Orion
Ces albums pédagogiques consacrés à l'Antiquité méditerranéenne ont été pensés par Jacques Martin, qui les préface, mais sont écrits par des spécialistes et illustrés par des dessinateurs issus des ateliers de Martin. Ces cinq volumes ont été réédités entre 1996 et 1999 dans la série Les Voyages d'Alix, dont ils forment les premiers numéros.
1. Pierre de Broche (dessin), La Grèce 1, Les Deux Coqs d'Or, 1990.
2. Rafael Morales (dessin), L'Égypte 1, Orix, 1992.
3. Gilles Chaillet (dessin),  Rome 1, Orix, 1993.
4. Pierre de Broche (dessin), La Grèce 2, Orix, 1994.
5. Gilles Chaillet (dessin), Rome 2, Orix/Dargaud, 1995.

## Documentation
- « Jacques Martin et Orion redécouvrent les fastes de l'Antiquité », Hello BD no 153, 1992
- Stéphane Jacquet, « Orion à 20 ans », sur Alixmag', 12 septembre 2010